# 韩坊镇
韩坊镇，原为韩坊乡，是中华人民共和国江西省赣州市赣县区下辖的一个乡镇级行政单位。2015年撤乡建镇。

## 行政区划
韩坊镇下辖以下地区：
韩坊街社区、红星村、长演村、松柏村、遇龙村、韩坊村、大营村、水口村、迳里村、梅街村、塘坑村、长中村、樟坑村、小坌村、大屋村、南坑村、小坪村、下岭村、上岭村、大坪村和黄坪村。